# Beau Jeu

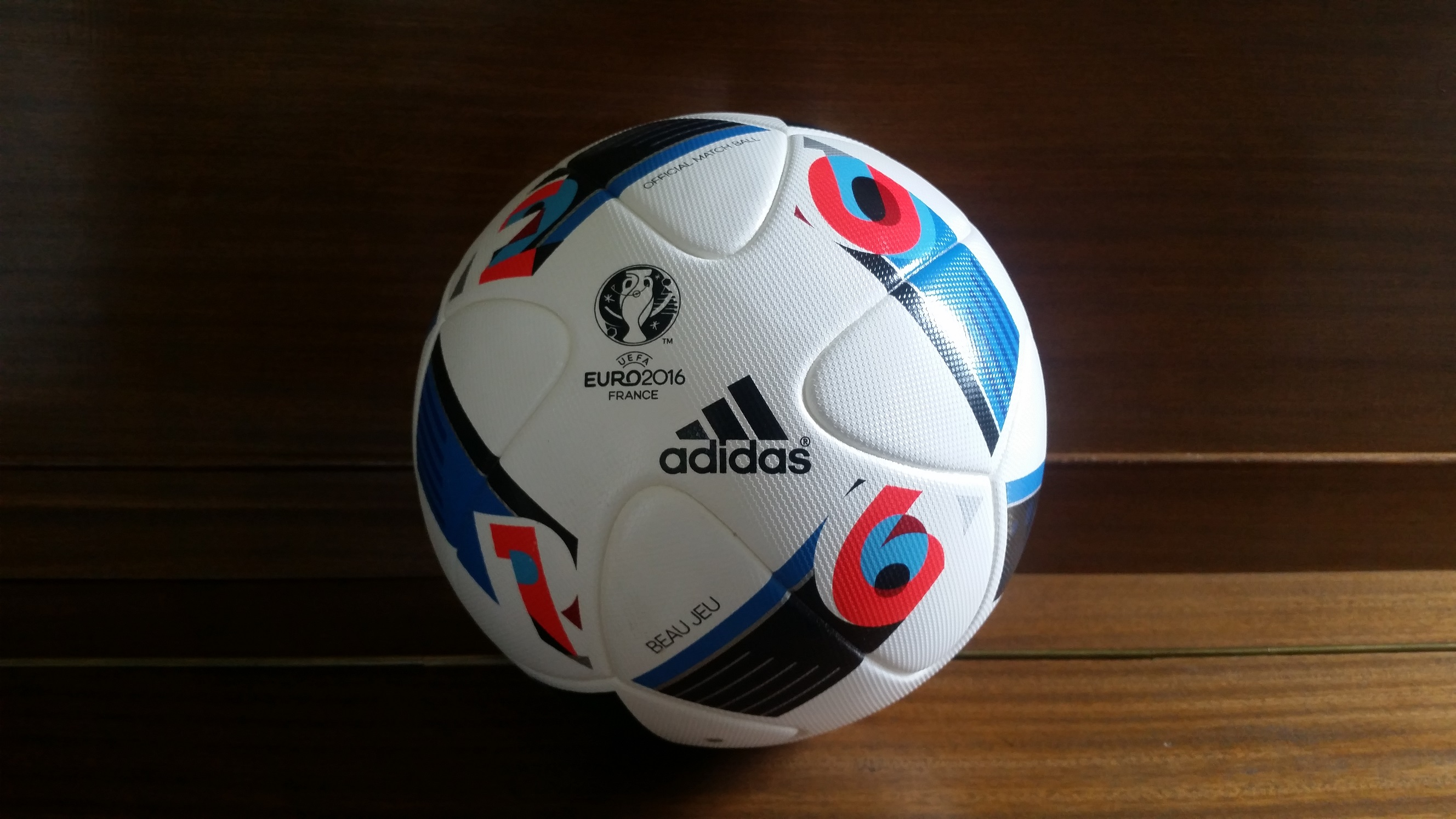
Adidas Beau Jeu

Le Beau Jeu est le ballon officiel du Championnat d'Europe de football 2016 qui s'est déroulé en France du 10 juin au 10 juillet 2016. Il est fabriqué par l’équipementier allemand Adidas. 

## Caractéristiques
Adidas explique avoir repris les caractéristiques innovantes du Brazuca, le ballon de la Coupe du monde de football de 2014 au Brésil. On distingue les mêmes panneaux de polyuréthane sur les deux sphères. En revanche, la surface adhérente a changé. Les petits points en relief laissent place à un quadrillage de carrés vers l'intérieur et l'extérieur. 
Le design du Beau Jeu est lié à la France avec la superposition des couleurs du drapeau tricolore, le bleu, le blanc et le rouge. Adidas a aussi intégré des détails argentés rappelant le trophée Henri-Delaunay. Les éléments graphiques sur les panneaux du ballon laissent deviner les lettres E, U, R et O et les chiffres 2, 0, 1 et 6.

## Remplacement pour la phase à élimination directe
À partir des huitièmes de finale, un nouveau ballon est utilisé, pour la première fois dans l'histoire de la compétition : « Fracas ». Il ne s'agit cependant pas d'une évolution technologique, mais simplement de graphismes différents.